# Ринчинова, Дымбрын Санжиевна
Дымбры́н Санжи́евна Ринчи́нова ― российская бурятская певица, Заслуженная артистка Республики Бурятия (1992), Народная артистка Республики Бурятия (1998), солистка Бурятского государственного национального театра песни и танца «Байкал».

## Биография
Родилась в марте 1959 года в городе Закаменск, Закаменский район, Бурятская АССР, РСФСР.
В 1982 году окончила Улан-Удэнское музыкальное училище им. П. И. Чайковского по специальности сольное пение. В том же году начала свой творческий путь в качестве солистки-вокалистки Бурятского Государственного ансамбля песни и танца «Байкал».

Природа щедро одарила певицу: сочный, красивый, богатый в тембровом отношении голос народного плана, особая женская стать, удивительная сценическая привлекательность — все это позволило с первых дней работы Д. С. Ринчиновой в ансамбле обратить на нее внимание как художественного руководства, так и зрителей. В исполнении Д. С. Ринчиновой по-новому, свежо и оригинально зазвучали бурятские народные песни: «На берегу Онона», «Алтаргана», «Нүхэр», «Хададаа модониинь» и др. С каждым годом росло исполнительское мастерство певицы и пополнялся репертуар песнями бурятских композиторов. Требовательное отношение к себе, желание совершенствовать вокальную форму, расти профессионально, приводят Д. Ринчинову в ноябре 1990 года в Свердловскую творческую мастерскую эстрадного искусства, которую она успешно оканчивает в июне 1991 года. В сольной концертной программе, представленной певицей в качестве отчета, наряду с бурятскими песнями были исполнены русские народные песни, песни композиторов России.— 
Училась в мастерской эстрадного искусства в филармонии города Екатеринбург под руководством педагога Н. А. Мальгиновой.
В пении Ринчиновой характерны мягкость и задушевность, особенная драматическая выразительность, широкая удаль. Художественно убедительно может передать содержание и настроение песен различного характера: патриотических, шуточных — частушки, драматических, лирических и тд.
Вместе с театром «Байкал» артистка представляла песенное искусство Бурятии в гастрольных концертных программах по городам Украины, Белоруссии, Кавказа, Урала, Поволжья, Сибири, Дальнего Востока, Прибалтики, Средней Азии. Была участницей Декады Бурятского искусства и литературы в Москве в 1985 году. Гастролировала по Монголии и Китаю. В сотрудничестве с музыкантами ансамбля народной музыки «Сибирский сувенир» Ринчинова демонстрировала национальное песенное искусство Бурятии на Международных фольклорных фестивалях в США в 1990 и во Франции в 1994 году.
В течение многих лет певицу связывают большие творческие узы с оркестром Бурятской телерадиокомпании, с которым она не раз выступала на телевидении, записывала немало бурятских и русских народных песен, песен композиторов республики на радио. И часто записи её песен звучат по заявкам радиослушателей.
В 2009 году был выпущен аудиодиск Дымбрын Ринчиновой «Мэлэ, Мэлэ нютагни, мэндым хүлеэн абыш даа».
За большие творческие успехи и пропаганду бурятского песенного творчества Дымбрын Санжиевна Ринчинова была удостоена почётных званий «Заслуженная артистка Республики Бурятия» в 1992-м и «Народная артистка Республики Бурятия» в 1998 году. Награждена Почётными грамотами Областного комитета КПСС, Президиума Верховного Совета и Совета Министров Бурятской АССР (1992), Министерства культуры Бурятия и ОК профсоюза работников культуры (1983).